# Bolitoglossa alberchi
Bolitoglossa alberchi é uma espécie de anfíbio caudado pertencente à família Plethodontidae, sub-família Plethodontinae.